# Kuchary (Ukraina)
Kuchary (ukr. Кухарі) – wieś na Ukrainie w rejonie kowelskim obwodu wołyńskiego.